# Henggouqiao (köpinghuvudort i Kina, Hubei Sheng, lat 29,93, long 114,36)
Henggouqiao är en köpinghuvudort i Kina. Den ligger i provinsen Hubei, i den centrala delen av landet, omkring 73 kilometer söder om provinshuvudstaden Wuhan. Antalet invånare är 33 874. Befolkningen består av 15 898 kvinnor och 17 976 män. Barn under 15 år utgör 19,0 %, vuxna 15-64 år 72 %, och äldre över 65 år 7,0 %.
Runt Henggouqiao är det tätbefolkat, med 427 invånare per kvadratkilometer. Närmaste större samhälle är Wenquanzhen, 13,0 km söder om Henggouqiao. Trakten runt Henggouqiao består till största delen av jordbruksmark.
Genomsnittlig årsnederbörd är 1 972 millimeter. Den regnigaste månaden är maj, med i genomsnitt 280 mm nederbörd, och den torraste är januari, med 51 mm nederbörd.